# Église Saint-Pierre d'Assise
L'église Saint-Pierre (italien : chiesa di San Pietro) est située à Assise (Ombrie), en Italie. Elle est habitée par une petite communauté de moines de la congrégation bénédictine cassinoise qui vivent selon la Règle de saint Benoît, résumée par Ora et Labora.
Moines cisterciens, les « moines Cassinesi  » sont venus en janvier 1613 du monastère voisin de San Pietro de Pérouse, à l'invitation du pape Paul V. Le monastère a soutenu un hôpital pour les malades; une colonie agricole et l'orphelinat Ancajani dirigé par les sœurs Stigmates. Les moines bénédictins de Cassino y résident.

## Histoire
La fondation du monastère de San Pietro in Assisi est datée de 970 apr. J.-C.; et est documenté pour la première fois en 1029. L'église primitive était un monastère clunisien. Le bâtiment était divisé en une nef à deux bas-côtés avec des arcs soutenus par des colonnes et un presbytère surélevé au-dessus de la crypte. Le bâtiment actuel a été construit sur une fondation antérieure par des moines cisterciens et consacré par le pape Innocent IV en 1253. Le complexe est identifié par son dôme et le clocher carré.

## Description

### Façade

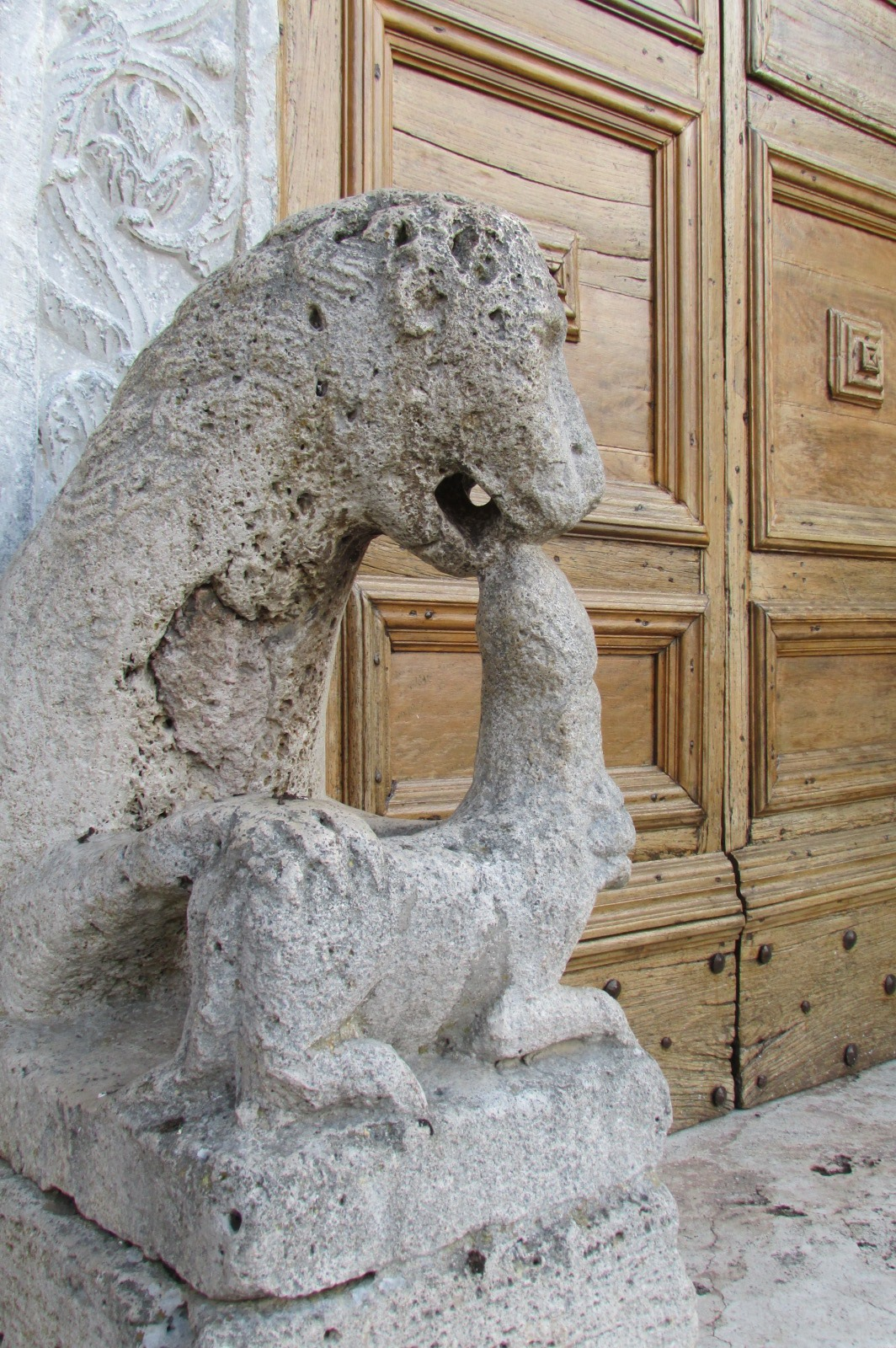
Lion de pierre gardant la porte centrale de Saint-Pierre (Assise)

La façade romane a été achevée en 1268 Elle est de forme rectangulaire, à trois entrées, chacune surmontée au second étage de trois rosaces. Les deux corps sont séparés par une corniche d'arcs suspendus. Le portail central est flanqué de deux lions. Les rosaces contiennent des motifs en style gothique .

### Intérieur
L'intérieur présente une nef centrale et deux bas-côtés de style roman, avec des influences gothiques. Les bas-côtés contiennent six tombes du XIVe  ou  XVe siècle et des vestiges de fresques de la même époque. La chapelle du Saint-Sacrement est de style gothique, avec un triptyque de Matteo da Gualdo. Le presbytère est élevé en une abside semi-circulaire avec un dôme sur la croisée. L'intérieur a été restauré en 1954.
L'une de ces tombes est celle du vénérable don Antonio Pennacchi, prêtre diocésain d'Assise (1782-1843). Il est vénéré comme « le prêtre de l'Ave Marie. À droite du tombeau de Don Antonio se trouve une fresque du XIIe siècle d'un jeune saint Benoît, patron de l'Europe, la tête couverte d'un capuchon, tenant le livre de la Règle, soutenu par les saints Cyrille et Méthode, apôtres des Slaves, et inventeurs de l'alphabet cyrillique.
A droite du sanctuaire se trouve un escalier qui descend vers la crypte où se trouvent le sarcophage de Saint Vittorino et ses compagnons martyrs.
Au centre de l'abside, se dresse un grand crucifix en bois du XVe siècle réalisé par un artisan inconnu. Sous le maître-autel, l'urne de San Vittorino (IIIe siècle), évêque d'Assise et patron du diocèse, a été réalisée en 1954 pour abriter ses reliques et celles d'autres martyrs. Dans le presbytère, à gauche se trouve une statue de Notre-Dame en céramique, créée en 1981 par Francesco Vitali.
L'ancienne chapelle sur le côté gauche avec la représentation de Saint Vittorino, l'Annonciation de Marie.

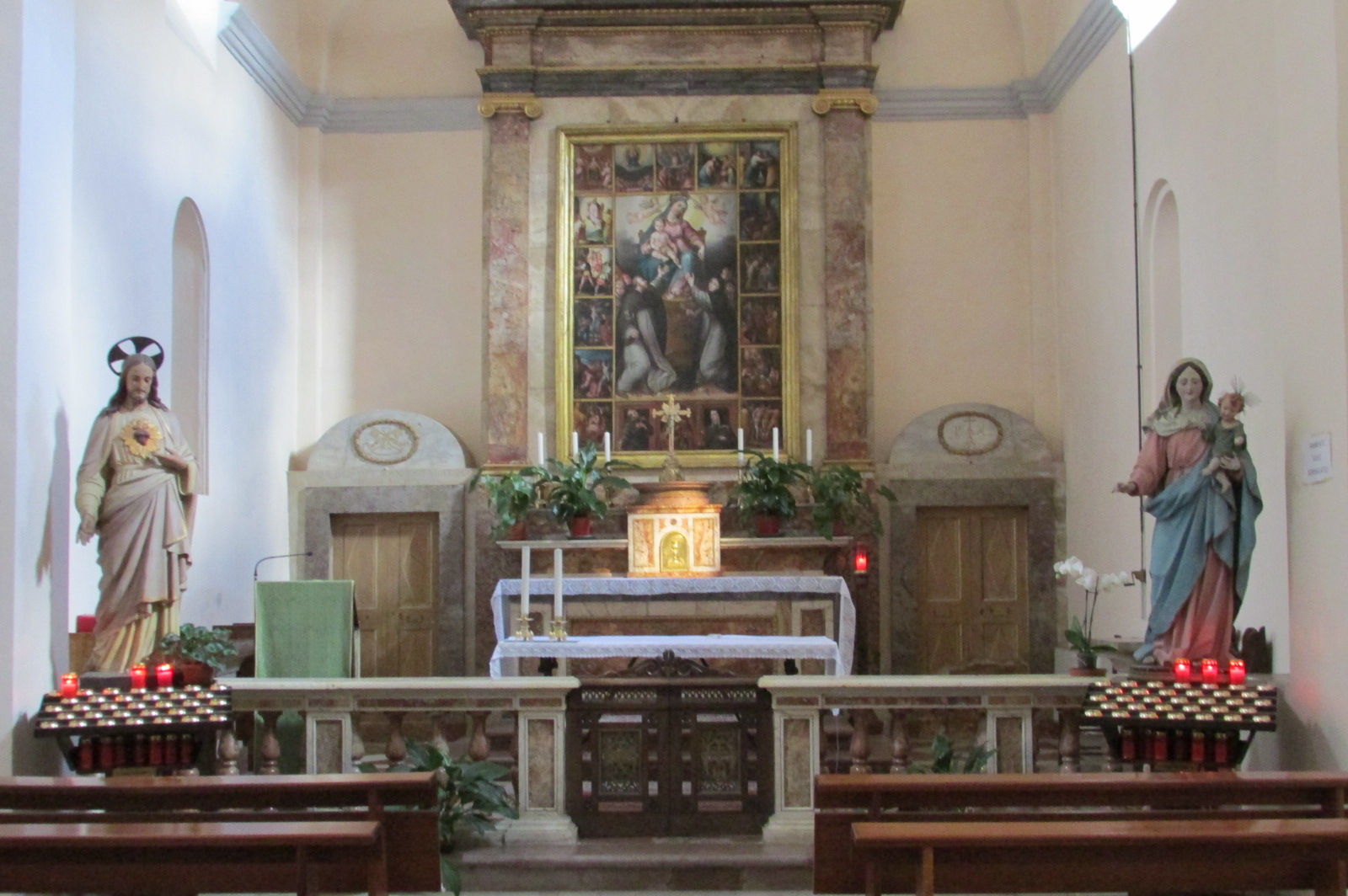
Chapelle du Rosaire à Saint-Pierre (Assise)

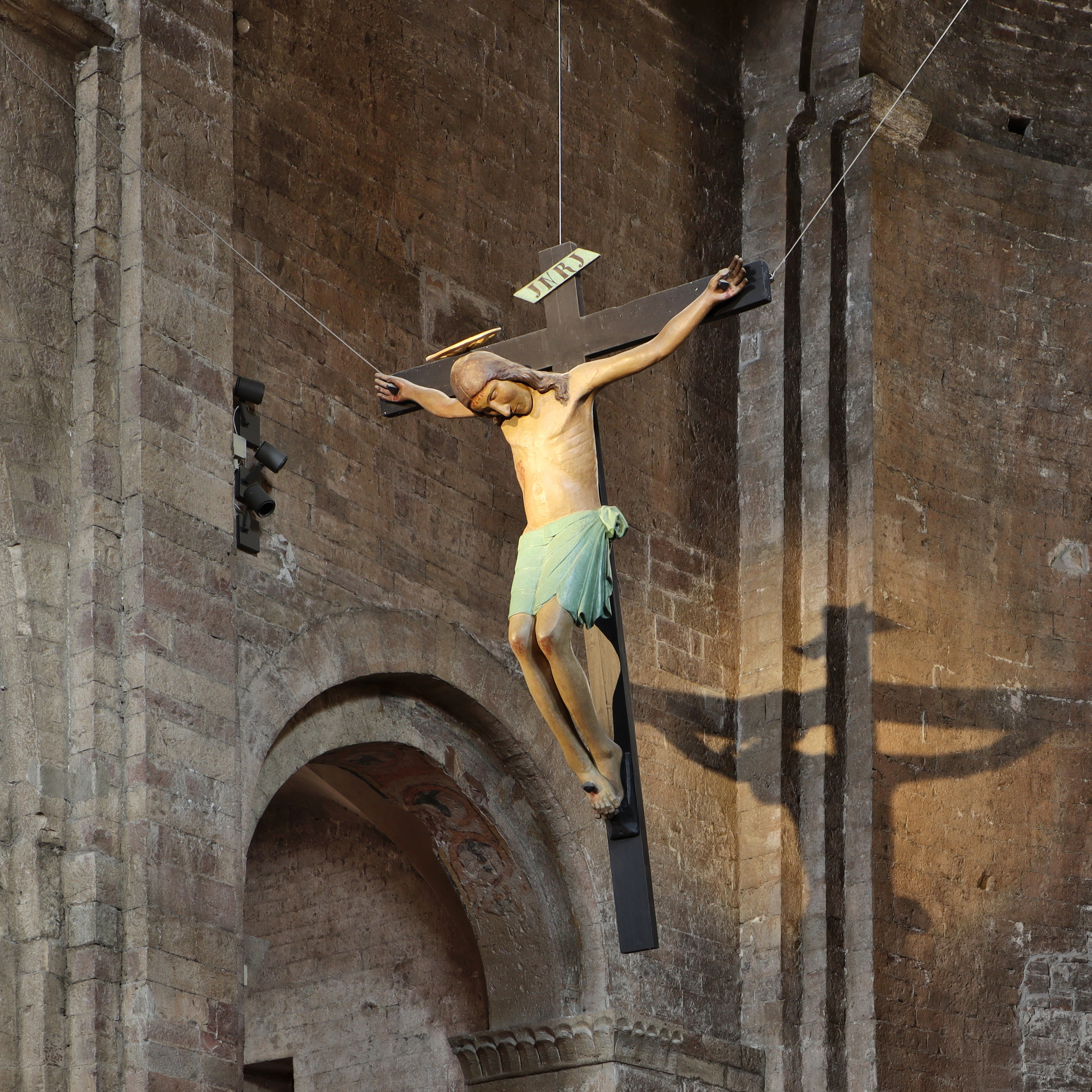
Un christ de bois du dans l'église. Mars 2023.

Juste à l'intérieur de l'entrée, à gauche se trouve la chapelle du Rosaire. L'autel a été reconstruit en 1831 et une peinture de la Madonna del Rosario a été créée.

## Musée
Le musée est sous le monastère. Construites sur les ruines romaines, ces salles plus anciennes sont utilisées pour des expositions. Il comporte le puits des martyrs où les corps de San Vittorino et de ses compagnons ont été jetés. Le musée présente une collection d'art qui comprend des œuvres en céramique d'artistes italiens et étrangers sur le thème « Saint François et la Nativité dans l'art contemporain ».